# Фаваро Б (Бјела)
Фаваро Б је насеље у Италији у округу Бијела, региону Пијемонт.
Према процени из 2011. у насељу је живело 22 становника. Насеље се налази на надморској висини од 719 м.